# 건원 (전진)
건원(建元)은 중국 전진(前秦) 선소제(宣昭帝)의 세 번째 연호이다. 365년에서 385년 7월까지 19년 7개월 동안 사용하였다.
같은 시기에 사용된 다른 연호로는 동진(東晉)에서 사용한 흥녕(興寧 : 363년 ~ 365년), 태화(太和 : 366년 ~ 371년), 함안(咸安 : 371년 ~ 372년), 영강(寧康 : 373년 ~ 375년), 태원(太元 : 376년 ~ 396년), 전량(前凉)에서 사용한 승평(昇平 : 361년 ~ 376년), 전연(前燕)에서 사용한 건희(建熙 : 360년 ~ 370년), 후연(後燕)에서 사용한 연원(燕元 : 384년 ~ 386년), 후진(後秦)에서 사용한 백작(白雀 : 384년 ~ 386년), 서진(西秦)에서 사용한 건의(建義 : 385년 ~ 388년), 대(代)에서 사용한 건국(建國 : 338년 ~ 376년), 서연(西燕)에서 사용한 연흥(燕興 : 384년), 경시(更始 : 385년 ~ 386년)가 있다.

## 연대대조표
| 건원                | 원년            | 2년             | 3년        | 4년        | 5년        | 6년        | 7년                 | 8년        | 9년             | 10년            |
| 서력                | 365년           | 366년           | 367년      | 368년      | 369년      | 370년      | 371년               | 372년      | 373년           | 374년           |
| 육십간지 (六十干支) | 을축(乙丑)      | 병인(丙寅)      | 정묘(丁卯) | 무진(戊辰) | 기사(己巳) | 경오(庚午) | 신미(辛未)          | 임신(壬申) | 계유(癸酉)      | 갑술(甲戌)      |
| 동진 (東晉)         | 흥녕(興寧) 3년  | 태화(太和) 원년 | 2년        | 3년        | 4년        | 5년        | 6년 함안(咸安) 원년 | 2년        | 영강(寧康) 원년 | 2년             |
| 전량 (前凉)         | 승평(昇平) 9년  | 10년            | 11년       | 12년       | 13년       | 14년       | 15년                | 16년       | 17년            | 18년            |
| 전연 (前燕)         | 건희(建熙) 6년  | 7년             | 8년        | 9년        | 10년       | 11년       | -                   | -          | -               | -               |
| 대 (代)             | 건국(建國) 28년 | 29년            | 30년       | 31년       | 32년       | 33년       | 34년                | 35년       | 36년            | 37년            |
| 건원                | 11년            | 12년            | 13년       | 14년       | 15년       | 16년       | 17년                | 18년       | 19년            | 20년            |
| 서력                | 375년           | 376년           | 377년      | 378년      | 379년      | 380년      | 381년               | 382년      | 383년           | 384년           |
| 육십간지 (六十干支) | 을해(乙亥)      | 병자(丙子)      | 정축(丁丑) | 무인(戊寅) | 기묘(己卯) | 경진(庚辰) | 신사(辛巳)          | 임오(壬午) | 계미(癸未)      | 갑신(甲申)      |
| 동진 (東晉)         | 3년             | 태원(太元) 원년 | 2년        | 3년        | 4년        | 5년        | 6년                 | 7년        | 8년             | 9년             |
| 전량 (前凉)         | 19년            | 20년            | -          | -          | -          | -          | -                   | -          | -               | -               |
| 후연 (後燕)         | -               | -               | -          | -          | -          | -          | -                   | -          | -               | 연원(燕元) 원년 |
| 후진 (後秦)         | -               | -               | -          | -          | -          | -          | -                   | -          | -               | 백작(白雀) 원년 |
| 대 (代)             | 38년            | 39년            | -          | -          | -          | -          | -                   | -          | -               | -               |
| 서연 (西燕)         | -               | -               | -          | -          | -          | -          | -                   | -          | -               | 연흥(燕興) 원년 |
| 건원                | 21년            |                 |            |            |            |            |                     |            |                 |                 |
| 서력                | 385년           |                 |            |            |            |            |                     |            |                 |                 |
| 육십간지 (六十干支) | 을유(乙酉)      |                 |            |            |            |            |                     |            |                 |                 |
| 동진 (東晉)         | 10년            |                 |            |            |            |            |                     |            |                 |                 |
| 후연 (後燕)         | 2년             |                 |            |            |            |            |                     |            |                 |                 |
| 후진 (後秦)         | 2년             |                 |            |            |            |            |                     |            |                 |                 |
| 서진 (西秦)         | 건의(建義) 원년 |                 |            |            |            |            |                     |            |                 |                 |
| 서연 (西燕)         | 경시(更始) 원년 |                 |            |            |            |            |                     |            |                 |                 |

## 같이 보기
- 다른 왕조의 같은 연호
  - 전한(前漢) 건원(기원전 140년 ~ 기원전 135년)
  - 전조(前趙) 건원(315년 ~ 316년)
  - 동진(東晉) 건원(343년 ~ 344년)
  - 남제(南齊) 건원(479년 ~ 482년)

- 중국의 연호

| 이전 연호 감로(甘露) | 중국의 연호 전진(前秦) | 다음 연호 태안(太安) |